# 栃木県立田沼高等学校
栃木県立田沼高等学校（とちぎけんりつ たぬまこうとうがっこう）は、栃木県佐野市栃本町にかつて存在した公立の高等学校である。2011年に栃木県立佐野松陽高等学校と統合し栃木県立佐野松桜高等学校が開校。在校生卒業の2013年に閉校した。

## 特色
- 開校当初は、男女共学の公立普通科である事が特色であった。
- 体育の授業が盛んで、クロスカントリーと称される学校の近くにある唐沢山を走る授業がある。耐久大会では総距離27キロ高低差300メートルの距離を走る。

### 学科
- 全日制
  - 普通科
  - 社会福祉科

## 沿革
- 1977年（昭和52年）4月1日 - 栃木県立田沼高等学校として開校。
- 1999年（平成11年）4月1日 - 社会福祉科が開科。
- 2011年（平成23年） - 栃木県立佐野松陽高等学校と統合され、栃木県立佐野松桜高等学校が開校（新入生のみ統合校の生徒となり、在校生は田沼高校生徒として卒業まで在籍）。
- 2013年（平成25年）3月31日 -在校生の卒業により閉校。

## 跡地利用
- 閉校前よりクリケットの国際的な試合が行われていたため、クリケットを中心とするスポーツ活動の拠点として、国指定史跡となった唐沢山城跡のビジターセンター的役割を予定して、2014年（平成26年）4月1日付で栃木県より佐野市が田沼高校跡の敷地を取得した[2]。校庭は、2017年より佐野市国際クリケット場として天然芝を養生整備されている[3]。築年数が古い一部校舎は取り壊してビジターセンターを含む複合施設の建設予定していた[2]。

### 映像作品の撮影
- 2007年10月公開の邦画『フレフレ少女』（主演：新垣結衣）
- 2014年
  - 7月公開の邦画『好きって言いなよ。』（出演：川口春奈、福士蒼汰）　
  - 12月放映の日本テレビのバラエティ番組『ダウンタウンのガキの使いやあらへんで!!』の大晦日年越しスペシャル『絶対に笑ってはいけない大脱獄24時』として同年11月に建物で撮影。
- 2014年12月、AKB48のドラマ『マジすか学園4』のロケ地として建物が使用。
- 2015年、テレビ朝日のドラマ、相棒14（主演：水谷豊）の第1話
- 2016年、テレビ朝日の、AKB48グループのドラマ『AKBラブナイト 恋工場』15話『卒業』（主演：HKT48 矢吹奈子）
- 2017年
  - 2月公開の邦画『傷だらけの悪魔』
  - 4月公開の邦画『帝一の國』（主演：菅田将暉）使用された[4]。
  - 9月公開の邦画『あさひなぐ』